# Handball Salerno
L'Handball Salerno è stata una società di pallamano femminile di Salerno che militava nel campionato di Serie A1. Nata da un gruppo di amici -studenti del Liceo Classico De Santis, nel 2002 passò sotto la guida del Presidente Mario Pisapia conquistando per la prima volta la finale scudetto, poi persa in gara 3 contro il Sassari. L'anno successivo (2004) conquistò lo storico primo Scudetto della città di Salerno e della pallamano salernitana. Nel 2005, complice anche una rivoluzione organizzativa, il gruppo dirigente vincitore del titolo lasciò in blocco la società affidandola all'imprenditore Rosario Pellegrino, già sponsor nell'anno dello scudetto. Gli anni a seguire segnarono il declino fino alla retrocessione in serie A2 nella stagione 2007-2008. Successivamente il presidente, Rosario Pellegrino, decise di non iscrivere la squadra ad alcun campionato. Il testimone della pallamano salernitana viene preso da quel momento dalla PDO Salerno nata proprio da quel gruppo di dirigenti vincenti.

## Palmarès

### Nazionali
- Campionati italiani: 1
  - 2003/04
- Coppe Italia: 1
  - 2003/04
- Supercoppa italiana: 1
  - 2003/04